# Marlene Willoughby
Marlene Willoughby (ur. 17 maja 1948 w Detroit) – amerykańska aktorka pornograficzna, modelka, aktorka filmowa i teatralna polskiego i włoskiego pochodzenia.

## Życiorys
Urodziła się w Detroit w stanie Michigan w rodzinie rzymskokatolickiej. Poszła w ślady swojej starszej siostry Jacqueline Carol (ur. 1 maja 1942), rozpoczynając karierę w show-biznesie. Studiowała aktorstwo w New York Academy Of Theatrical Arts. Wybrała nazwisko „Willoughby” jako swój pseudonim artystyczny po tym, jak ktoś nazywał ją wolną. 
W 1969 roku wystąpiła w kontrowersyjnym spektaklu Off-off-Broadway Che!. Inne role teatralne zagrała w przedstawieniach: Dracula Sabbat, Fuck Mother i Keepers of the Hippo Horn.
Na ekranie można ją było dostrzec w dramacie politycznym Buntownik (No Place to Hide, 1970) u boku Sylvestra Stallone’a, komediodramacie Irvina Kershnera Jak się zabawić? (Up the Sandbox, 1972) z Barbrą Streisand i Davidem Selby, horrorze Voices of Desire (1972) w roli Ghoula, ekranizacji powieści Mickeya Spillane Brutalna gra (I, the Jury, 1982) z Bárbarą Carrerą, Armandem Assante, Paulem Sorvino i Geoffreyem Lewisem jako kobieta biorąca udział w orgii, komedii Johna Landisa Nieoczekiwana zmiana miejsc (Trading Places, 1983) z Danem Aykroydem i Eddiem Murphym oraz komedii Jonathana Demme’ago Poślubiona mafii (Married to the Mob, 1988) z Michelle Pfeiffer, Matthew Modine i Alekiem Baldwinem jako pani 'Fat Man'.
W latach 1972–1993 grała w filmach pornograficznych, w tym The Opening of Misty Beethoven (1976), Córki farmera (The Farmer's Daughters, 1976), Outlaw Ladies (1981) czy Foxtrot (1982).
Brała udział w sesjach zdjęciowych wielu czasopism pornograficznych, a zwłaszcza w Penthouse, a także pisała artykuły do takich magazynów jak High Society czy Velvet. Występowała też jako tancerka burleska. 
Spotykała się z aktorem porno Herschelem Savage i didżejem radiowym Frankie Crockerem. Była żoną Sonny’ego Landhama. Była także związana z aktorem Spaldingiem Grayem (1975) i aktorem porno Jeffreyem Hurstem (1975).